# Цюлпих
Цюлпих (на немски: Zülpich) е град в окръг Ойскирхен в Северен Рейн-Вестфалия, Германия.
Подчинен е на административен окръг (de:Regierungsbezirk) Кьолн. Има 20 005 жители (към 31 декември 2010).
„Римският град“ Цюлпих с латинското име Толбиакум (Tolbiacum) съществува от 1 век пр.н.е. През 496 г. при града се провежда Битката при Цюлпих, при която франките побеждават алеманите.